# B&F Fk14 Polaris
B&F Fk14 Polaris, znan tudi kot FK-Lightplanes FK14, je enomotorno dvosedežno ultralahko letalo, ki so ga zasnovali v Nemčiji v 1990ih. 
Poganja ga protibatni motor Rotax 912, možna je 80- ali pa 100-konjska verzija. Polaris ima pristajalno podvozje tipa tricikel, je pa možna tudi izvedba z repnim kolesom. 
Predlagali so tudi verzijo Cirrus SR Sport (Cirrus SRS), ki bi jo Cirrus Aircraft tržil na ameriškem trgu, vendar so to zamisel zaradi gospodarske krize opustili. 

## Specifikacije (Fk14 Polaris)
Podatki iz Jane's All the World's Aircraft 2010/11
Splošne značilnosti
- Posadka: 1
- Število sedežev: 1
- Dolžina: 5,69 m (18 ft 8 in)
- Razpon kril: 9,04 m (29 ft 8 in)
- Višina: 2,00 m (6 ft 7 in)
- Površina kril: 9,40 m2 (101,2 sq ft)
- Teža praznega letala: 284 kg (626 lb) s padalom
- Maks. vzletna teža: 472,5 kg (1.042 lb)
- Kapaciteta goriva: 65 L
- Pogon letala: 1 × Rotax 912ULS 4-valjni protibatni motor, 73,5 kW (98,6 hp)
- Propelerji: št. lopatic: 3 Junkers ali Duc (na tleh nastavljivi propeler)/

Zmogljivost
- Potovalna hitrost: 243 km/h (151 mph; 131 kn) pri 75% moči
- Hitrost pri porušitvi vzgona: 64 km/h (40 mph; 35 kn)
- Neprekoračljiva hitrost: 290 km/h (180 mph; 157 kn)
- Doseg: 648 km (403 mi; 350 nmi)
- g-omejitev: +4/−2
- Hitrost vzpenjanja: 75 m/s (14.800 ft/min)